# アスレイ・ゴンサレス・マシアス
アスレイ・ゴンサレス・マシアス（スペイン語: Asley Gonzalez Macias、1993年7月1日 - ）は、メキシコのプロボクサーである。現WBC女子世界スーパーフライ級王者。

## 来歴
2016年11月18日、テピクにてDanira Navarrete戦でプロデビューし、4回KO勝利。デビューから8連勝。
2019年5月11日、Marilyn BadilloAmayaに1-2の判定で初黒星。
2019年9月6日、Naylea Gil Sanabiaを1回TKOで降す。
2021年2月25日、マリア・サリナスとのNABF女子フライ級王座決定戦に臨むが、1-2判定負けで初タイトルならず。
再起を果たして、4連勝。
2022年10月1日、ルーデス・フアレスが持つWBC女子世界スーパーフライ級王座に挑戦し、2-0判定で勝利し王座奪取に成功。
2023年3月25日、初防衛戦としてフアレスとのダイレクトリマッチを行い、2-1判定で返り討ちにして初防衛成功。

## 戦績
- 19戦 17勝(7KO) 2敗

## 獲得タイトル
- 第8代WBC女子世界スーパーフライ級王座（防衛2）